# Gentleman's Relish

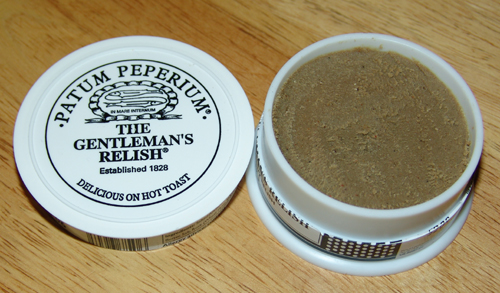
Une boîte de Gentleman's Relish.

Le ou la Gentleman’s Relish est une préparation alimentaire à base d'anchois, également connue sous le nom de Patum Peperium, inventée en 1828 par John Osborn. Sa recette exacte est tenue secrète et n'est connue que d'un employé de la société Elsenham Quality Foods, à Elsenham, au Royaume-Uni ; la société est la seule à commercialiser ce produit. Il a une saveur très prononcée et très salée et contient des anchois (au moins 60 %), du beurre, des herbes et des épices.
Il est en général consommé de la façon suivante : sur des tranches de pain beurré, soit seul, soit avec du concombre, soit avec des pousses de moutarde ou de cresson. Il peut également être ajouté à la viande hachée dans une cottage pie, à un pain de poisson, un gâteau de pommes de terre ou à des croquettes. Il peut également être mélangé à des œufs brouillés ou utilisé comme garniture pour des pommes de terre au four. Le Scotch woodcock (littéralement : « bécasse écossaise »), plat couramment servi au Royaume-Uni de l'époque victorienne au milieu du XIXe siècle, est une tranche de pain grillée garnie d'œufs brouillés et de Gentleman's Relish ou d'une autre pâte d'anchois.